# لیلیت گیراگوسیان
لیلیت ایشخانی گیراگوسیان (ارمنی: Լիլիթ Իշխանի Կիրակոսյան؛ زادهٔ ۱۳ سپتامبر ۱۹۸۸) یک  سیاستمدار اهل ارمنستان است که از تاریخ ۲۰۲۱ تا تاریخ ۲۰۲۶ سمت نمایندگی دوره هشتم مجلس ملی جمهوری ارمنستان را برعهده داشت.

## زندگی‌نامه
در ۱۳ سپتامبر ۱۹۸۸ در ایروان به دنیا آمد و از دانشگاه دولتی ایروان فارغ‌التحصیل شد. 

## یادداشت
1. ↑  ԵՊՀ ռոմանագերմանական բանասիրության ֆակուլտետ